# Trypogeus sericeus
Trypogeus sericeus är en skalbaggsart som först beskrevs av J. Linsley Gressitt 1951.  Trypogeus sericeus ingår i släktet Trypogeus och familjen långhorningar. Inga underarter finns listade i Catalogue of Life.